# Reseda scoparia
Reseda scoparia es una especie de planta de la familia de las resedáceas.

## Descripción
Es un arbusto pequeño erecto o procumbente, es decir, postrado pero con los ápices de los tallos ascendentes. Se distingue de otras especies del género por sus hojas lineares, enteras, carnosas y obtusas; y por sus flores pequeñas y de pétalos blancos.

## Distribución y hábitat
Especie endémica de las Islas Canarias. Se encuentra en comunidades costeras de Tabaibal-Cardonal de Tenerife, La Gomera, Gran Canaria y La Palma.

## Taxonomía
La primera descripción válida fue hecha por Carl Ludwig Willdenow en Enumeratio Plantarum Horti Botanici Berolinensis, volumen 1 (1809), pág. 499, aunque el nombre se atribuía a Pierre Marie Auguste Broussonet.
Etimología
Reseda: del latín resedo, que significa curar, calmar, aludiendo a las propiedades de algunas plantas de este género.
scoparia: del latín scopa, que significa escoba, aludiendo a su apariencia.

## Nombres comunes
Se conoce como gualdón canario.

## Protección
Esta especie se encuentra incluida en el anexo II de la Orden de 20 de febrero de 1991, sobre protección de especies de la flora vascular de la Comunidad Autónoma de Canarias. Catalogada como rara (categoría R de la UICN).